# Wizardry V: Heart of the Maelstrom
Wizardry V: Heart of the Maelstrom est un jeu vidéo de type dungeon crawler développé et publié par Sir-Tech en 1988 sur Commodore 64, Apple II et PC booter puis porté sur SNES et FM Towns. Le jeu est le cinquième opus de la série Wizardry. À sa sortie, le jeu est plutôt bien reçu par la presse spécialisée,.